# Napoleon Bonaparte Broward
Pour les articles homonymes, voir Napoléon Bonaparte (homonymie).
Napoleon Bonaparte Broward (19 avril 1857 dans le comté de Duval, en Floride - 1er octobre 1910 à Jacksonville, en Floride) fut le 19e gouverneur de Floride, du 3 janvier 1905 au 5 janvier 1909. Il fut également shérif du comté de Duval (1888-1894).